# Мазотти, Иньяцио
Иньяцио Мазотти (итал. Ignazio Masotti; 16 января 1817, Форли, Папская область — 31 октября 1888, Рим, королевство Италия) — итальянский куриальный кардинал. Секретарь Священной Конгрегации Пропаганды Веры с 26 сентября 1879 по 30 марта 1882. Секретарь Священной Конгрегации по делам епископов и монашествующих с 30 марта 1882 по 10 ноября 1884. Про-префект Священной Конгрегации по делам епископов и монашествующих и Священной Конгрегации дисциплины монашествующих с 12 августа 1886 по январь 1887. Префект Священной Конгрегации по делам епископов и монашествующих и Священной Конгрегации дисциплины монашествующих с января 1887 по 31 октября 1888. Кардинал-дьякон с 10 марта 1884, с титулярной диаконией Сан-Чезарео-ин-Палатио с 13 ноября 1884. 